# Antonio Adán
Antonio Adán Garrido (ur. 13 maja 1987 w Madrycie) – hiszpański piłkarz występujący na pozycji bramkarza w portugalskim klubie Sporting Lizbona.

## Kariera klubowa
Antonio, posiadający świetne warunki fizyczne, od najmłodszych kategorii wiekowych reprezentował barwy Los Blancos. W wieku 17 lat zadebiutował w Realu Madryt C, z miejsca stając się kluczowym zawodnikiem swojej ekipy. Podczas sezonu 2005/06 rozegrał 36 ligowych spotkań, tracąc przy tym jedynie 29 goli. Rozegrał również 3 mecze w barwach Juvenilu A. Z młodzieżową ekipą ze stolicy zdobył Mistrzostwo Hiszpanii w swojej kategorii wiekowej, zachowując przy tym czyste konto w każdym ze spotkań.
W sierpniu 2006 roku wraz z pierwszym zespołem Królewskich pojechał na obóz przygotowawczy do USA. Po powrocie do Hiszpanii, stał się zawodnikiem Realu Madryt Castilla. Adán w rezerwach Realu zadebiutował 27 sierpnia 2006 roku w zremisowanym 1-1 meczu z CD Castellón. Grający wówczas w Segunda División Real Madryt B zajął 19. miejsce w ligowej tabeli i spadł do Segunda División B.
Po odejściu trzeciego bramkarza Realu, Jordiego Codiny, w lecie 2009 roku, Antonio Adán awansował do seniorskiej ekipy Los Blancos.
Z powodu dużej rywalizacji ogrywał się w Realu Madryt Castilla, gdzie miał niepodważalne miejsce w pierwszym składzie. Po przyjściu do klubu José Mourinho, portugalski szkoleniowiec od razu przesunął wychowanka "Królewskich" do kadry pierwszego zespołu.
8 grudnia 2010 roku, doczekał się oficjalnego debiutu w pierwszej drużynie Realu. Na murawę wszedł w 44 minucie spotkania, zastępując Jerzego Dudka, który w pojedynku z jednym z graczy AJ Auxerre nabawił się kontuzji szczęki. Real ograł francuski zespół 4-0, a młody bramkarz pokazał się z dobrej strony. Kolejną szansę otrzymał 6 stycznia 2011 roku. Mimo dobrego meczu goalkeepera, klub ze stolicy Hiszpanii przegrał wyjazdowe spotkanie w 1/8 finału Pucharu Króla z Levante UD, 0-2. Drużyna zagrała w mocno okrojonym składzie, a spowodowane było to faktem, iż w pierwszym spotkaniu Real rozgromił u siebie rywala 8-0. Ciężką pracą na treningach i bardzo dobrymi występami na boisku, wywalczył sobie miano drugiego bramkarza Los Merengues.
Debiut Adána w Primera División miał miejsce 13 lutego 2011 roku, w wyjazdowej potyczce z Espanyolem Barcelona. Bramkarz "Blancos" w 4 minucie zmienił Ángela Di Maríę, którego szybka zmiana spowodowana była czerwoną kartką dla pierwszego goalkeepera Realu, Ikera Casillasa. Kontrakt z Realem Madryt ma ważny do 2014 roku, a jego klauzula odstępnego wynosi 80 mln euro.
W sezonie 2011/12 Antonio wystąpił w jednym ligowym spotkaniu. Rywalem Królewskich była CF Granada, a młody bramkarz Realu zaliczył niezłe spotkanie. Ostatecznie Real wygrał wyjazdowe spotkanie 2-1, obydwie bramki strzelając w końcówce meczu. Los Galacticos po wspaniałym sezonie zdobyli Mistrzostwo Hiszpanii, bijąc przy tym wiele ligowych rekordów. Dodatkowo, drugi bramkarz Realu wystąpił w dwóch meczach Ligi Mistrzów oraz Pucharu Hiszpanii. Sezon 2012/13 gracze Mourinho rozpoczęli od zdobycia Superpucharu Hiszpanii, w dwumeczu wygrywając z ekipą FC Barcelony.
W sierpniu 2013 roku za porozumieniem stron rozwiązał kontrakt z madryckim klubem. Przez dwa miesiące był wolnym agentem. 20 listopada 2013 roku podpisał roczny kontrakt z włoskim Cagliari Calcio, jednak 27 stycznia 2014 roku rozwiązał umowę za porozumieniem stron. Tego samego dnia związał się z Realem Betis.
Od lipca 2018 roku jest zawodnikiem Atlético Madryt.

## Kariera reprezentacyjna
Antonio Adán mając jedynie 15 lat zadebiutował w hiszpańskiej reprezentacji do lat 16. Wraz z wiekiem, grał w coraz to wyższych kategoriach wiekowych. W lecie 2006 roku, otrzymał powołanie na Mistrzostwa Europy U-19. Pełniący funkcję kapitana reprezentacji, był jednym z najlepszych zawodników podczas odbywającej się w Polsce imprezy. Hiszpanie zdobyli złoto, w finale pokonując Szkocję 2-1.
Swoją przygodę z juniorskimi drużynami Hiszpanii, Antonio zakończył w 2007 roku, rozgrywając 2 spotkania w kadrze do lat 21. W młodzieżowych reprezentacjach swojego kraju rozegrał łącznie 40 spotkań.

## Statystyki kariery
Stan na 3 maja 2020 r.
| Klub                 | Sezon              | Liga  | Liga | Puchar | Puchar | Europa | Europa | Inne  | Inne | Razem | Razem |
| Klub                 | Sezon              | Mecze | GA   | Mecze  | GA     | Mecze  | GA     | Mecze | GA   | Mecze | GA    |
| -------------------- | ------------------ | ----- | ---- | ------ | ------ | ------ | ------ | ----- | ---- | ----- | ----- |
| Real Madryt Castilla | 2006/07            | 6     | 11   | 0      | 0      | –      | –      | –     | –    | 6     | 11    |
| Real Madryt Castilla | 2007/08            | 11    | 14   | 0      | 0      | –      | –      | –     | –    | 11    | 14    |
| Real Madryt Castilla | 2008/09            | 31    | 36   | 0      | 0      | –      | –      | –     | –    | 31    | 36    |
| Real Madryt Castilla | 2009/10            | 36    | 50   | 0      | 0      | –      | –      | –     | –    | 36    | 50    |
| Real Madryt Castilla | Razem              | 84    | 111  | 0      | 0      | –      | –      | –     | –    | 84    | 111   |
| Real Madryt          | 2010/11            | 3     | 0    | 1      | 2      | 1      | 0      | –     | –    | 5     | 2     |
| Real Madryt          | 2011/12            | 1     | 1    | 2      | 1      | 2      | 2      | –     | –    | 5     | 4     |
| Real Madryt          | 2012/13            | 3     | 3    | 4      | 4      | 1      | 1      | –     | –    | 8     | 8     |
| Real Madryt          | Łącznie            | 7     | 4    | 7      | 7      | 4      | 3      | –     | –    | 18    | 14    |
| Cagliari Calcio      | 2013/14            | 2     | 0    | 0      | 0      | 0      | 0      | –     | –    | 2     | 0     |
| Real Betis           | 2013/14            | 17    | 40   | 0      | 0      | 4      | 6      | –     | –    | 20    | 47    |
| Real Betis           | 2014/15            | 40    | -    | 0      | 0      | 0      | 0      | –     | –    | 40    | 0     |
| Real Betis           | 2015/16            | 36    | 129  | 0      | 0      | 0      | 0      | –     | –    | 36    | 129   |
| Real Betis           | 2016/17            | 37    | 127  | 0      | 0      | 0      | 0      | –     | –    | 37    | 127   |
| Real Betis           | 2017/18            | 30    | 85   | 0      | 0      | 0      | 0      | –     | –    | 30    | 85    |
| Real Betis           | Łącznie            | 158   | 378  | 1      | 0      | 4      | 6      | –     | –    | 169   | 375   |
| Atlético Madryt      | 2018/19            | 2     | 0    | 4      | 0      | 0      | 0      | –     | –    | 6     | 0     |
| Atlético Madryt      | 2019/20            | 1     | 0    | 0      | 0      | 0      | 0      | –     | –    | 1     | 0     |
| Łącznie w karierze   | Łącznie w karierze | 254   | 495  | 12     | 7      | 8      | 9      | –     | –    | 276   | 515   |

## Sukcesy

### Real Madryt
- Mistrzostwo Hiszpanii: 2011/12
- Puchar Hiszpanii: 2010/11
- Superpuchar Hiszpanii: 2012

### Real Betis
- Segunda División: 2014/15

### Atlético Madryt
- Superpuchar Europy UEFA: 2018

### Reprezentacja
- Mistrzostwo Europy U-19: 2006
- Wicemistrzostwo świata U-17: 2003
- Wicemistrzostwo Europy U-17: 2003, 2004